# Lofwad ware Herren Israels Gudh
Loffuad ware HERREN Jsraels Gudh är en psalm, även kallad Sakarias lovsång eller Benedictus, med texten ur Lukas 1:46-55 och en avslutande doxologi.
Den är översatt av Laurentius Andreæ från tyska förlagan "Gelobet sey der Herr" av Martin Luther, (Benedictus Dominus Deus Israel. Zacharias.)
Psalmens överskrift i Swenske Songer eller wisor 1536 är: Benedictus dominus. Deus Israel. Luce. j. och i 1582 års psalmbok S. Zachari Loffsong.
Psalmen inleddes 1572 års psalmbok med orden:
Loffuat ware HERREN Jsraels Gudh
Ty han haffuer besökt och förlossat sitt folck
Och haffuer vprettat oss salighetennes Horn
vel i sins tienares Dauidz hws.

## Publicerad i
- Swenske Songer eller wisor 1536 med titeln Welsignat ware herren Israels gud under rubriken "Benedictus dominus deus Israel".[1]
- Een liten Songbook under rubriken "S. Zacharie loffsong".[2]
- 1572 års psalmbok med titeln LOffuat ware HERREN Israels Gudh under rubriken "S. Zacharie Loffsong".[3]
- 1695 års psalmbok som nummer 114 med titeln "Lofwad ware Herren Israels Gudh" under rubriken "Några Heligas Lofsånger".
- 1937 års psalmbok som nummer 611 med titeln "Lovad vare Herren, Israels Gud" under rubriken "Hymner och sånger"